# Ленд-арт
Ленд-арт (от англ. land art — ландшафт и искусство) — направление в искусстве, возникшее в США в конце 1960-х годов, в котором создаваемое художником произведение было неразрывно связано с природным ландшафтом. Работы лэнд-арта не были по отношению к ландшафту внешними или привнесёнными, последний использовался скорее как форма и средство создания произведения. Часто работы выполнялись на открытом и удалённом от населённых мест пространстве, в котором оказывались предоставленными самим себе и действию природных сил.

## История
Лэнд-арт необходимо расценивать как художественный протест против привычной искусственности, пластмассовой эстетики и безжалостной коммерциализации искусства в Америке конца 1960-х. Мастера лэнд-арта не рассматривали стандартные художественные площадки, как музеи или галереи, в качестве демонстрации своей эстетической деятельности, ведь они создавали настолько монументальные пейзажные проекты, что их невозможно было сопоставить с традиционной транспортабельной скульптурой или же с коммерческим рынком искусства в принципе. Вдохновением для лэнд-арта послужили не только такие направления искусства, как минимализм и концептуализм, но также и модернистские движения, такие как Де Стайл, кубизм и работы Константина Бранкузи и Йозефа Бойса. Многие художники, сейчас неразрывно связанные с лэнд-артом, ранее были увлечены направлениями перечисленными выше. К примеру, дизайн Исаму Ногути 1941 года для Очерченной Детской Площадки (Contoured Playground) в Нью Йорке, можно считать исключительным ранним образцом лэнд-арта, даже при том, что сам художник никогда не называл свою работу «лэнд-артом», а просто «скульптурой». Но все же, в наши дни его влияние на современный лэнд-арт, ландшафтную архитектуру и экологическую скульптуру неоспоримо и очевидно.
Алан Сонфист является пионером альтернативного подхода к работе с природой и культурой, которую он начал в 1965 году, возвратив историческую природу и экологически устойчивое искусство в Нью-Йорк. Его самая вдохновенная работа это «Пейзаж Времени» (Time Landscape), природный лес, который он привил в Нью Йорке. Он также создал несколько других «Пейзажей Времени» по всему миру, таких как «Круги Времени» во Флоренции, демонстрирующих историческое использование земли в этом регионе Италии, и другая работа недавнего времени в Музее и Парке Скульптур Кордовы, под Бостоном. По словам критика Барбары Роуз, пишущей в Artforum в 1969 году, она была разочарована превращением искусства в товар, и навязанностью художеств в галереях. В 1967 искусствовед Грэйс Глуек, пишущая в Нью-Йорк Таймс, объявила, что первый образец искусства «в земле» был сделан Дугласом Лейчтером и Ричардом Сабой в Школе Живописи и Скульптуры Skowhegan. Внезапное появление лэнд-арта в 1968 может быть расценено, как ответ поколения художников (большинству из них не было и тридцати) обостренной политической активности того года, а также появившемуся экологическому движению и борьбе за права женщин.
Движение началось в октябре 1968 года с выставки «Земных Работ» в галерее Dwan в Нью-Йорке. В феврале 1969 Виллоуби Шарп курировал «Земную выставку» в Музее Искусства Эндрю Диксона Уайта, в Корнеллском университете. На выставке были представлены: Уолтер Де Мария, Ян Диббетс, Ханс Хээк, Майкл Хейзер, Нил Дженни, Ричард Лонг, Дэвид Медалла, Роберт Моррис, Деннис Оппенхейм, Роберт Смитсон и Гантэр Уекер. Выставка была организована Томасом В. Ливиттом. Гордон Матта-Кларк, живший в то время недалеко от университета был приглашен Шарпом помочь художникам в «Земном Искусстве».
Возможно, самым известным художником, который работал в этом жанре, был американец Роберт Смитсон, чье эссе 1968 года «Осаждение разума: земляные проекты» послужило критической основой для движения как реакции на отход модернизма от социальных вопросов, по словам критика Клемента Гринберга. Его самая известная работа (и, вероятно, самый известный проект лэнд-арта) — это Спиральная дамба (1970): Смитсон скомпоновал камни, землю и морские водоросли, сформировав длинный (1500-футовый) причал спиральной формы, выходящий в Большое Соленое озеро в северной Юте, США. Доступность работы для обозрения зависит от переменчивого уровня воды: однажды пристань полностью скрылась из вида, чтобы потом снова появиться из-под воды.
Зеркало Гравия Смитсона с Трещинами и Пылью (1968) является редким примером лэнд-арта, существующего в галерее, а не на природе. Этот объект искусства состоит из груды гравия, расположенного около частично зеркальной стены галереи. В простоте его форм и вниманию к самим материалам угадывается дух минимализма, как и в других произведениях лэнд-арта. Здесь также угадывается связь с Arte Povera в использовании материалов, которые традиционно рассматривают как «лишенные художественного вкуса» или «бесполезные». Итальянец Джермано Челант, основатель Arta Povera, был одним из первого пособников лэнд-арта.
«Художники Земли» чаще всего американцы, наряду с другими выдающимися художниками в этой области, таких как Карл Андре, Элис Эйкок, Уолтер Де Мария, Ханс Хээк, Майкл Хейзер, Нэнси Холт, Деннис Оппенхейм, Эндрю Роджерс, Чарльз Росс, Роберт Смитсон, Алан Сонфист и Джеймс Террелл. Террелл начал работу в 1972 над возможно крупнейшим лэнд-артом настоящего времени, изменив землю, окружающую потухший вулкана Кратер Родена в Аризоне. Возможно, самыми выдающимися не американскими художниками являются британцы Крис Дрери, Энди Голдсуорти, Питер Хатчинсон, Ричард Лонг и австралиец Эндрю Роджерс.
Некоторые проекты художников Христо и Жанны-Клода (они известны обертыванием памятников, зданий и пейзажей в ткани) также считали лэнд-артом, хотя сами художники считают это неправильным. Понятие Йозефа Бойса 'социальной скульптуры' сильно повлияло на 'Лэнд-арт', и в его '7000 Eichen', проекте 1982 года, в котором он задумал посадить 7000 Дубов, есть много общих черт процессам 'Лэнд-арта'. «Ритмы Жизни» Роджерса — самый большой предпринятый проект лэнд-арта на данный момент. Цепь каменных скульптур, или «геоглифов» по всему миру, протянутая в 12 разрозненных экзотических местоположениях (начиная от мест, которые располагаются ниже уровня моря и до высот 4,300 м / 14,107 футов). В каждом месте планируется расположить от трёх скульптур (от 40 000 м²/430 560 фут²).
В 1979 году латиноамериканский философ и художник, знаменитый своими работами в области лэнд-арта, Эдуардо Сангвинетти, представил свои «Скульптуры в Земле». Они были расположены на природе, и через некоторое время начали функционировать, поскольку растения и животные сделали свои дома в той особой «topos», в пустыне Ла-Пампа. Позже они выработали определённую систему, помогающую классифицировать запахи и цвета, таким образом претворяя в жизнь оригинальную идею художника, который был в то время поглощен сельской местностью и её зеркальной радиацией… В его выступлении на тему лэнд-арта «Solum» (1987) идет речь о зооморфологии той лошади, которая значительно обольщает аудиторию Культурного Центра Реколета (бывший Centro Cultural Ciudad de Buenos Aires).
«Amarillo Total» — имя той лошади, не только предотвратило экологический удар, но также и выставило напоказ моделей, полностью раскрашенных нашим художником, их голые накрашеные тела представляют нам живопись красками, изготовленными из пигментов земли и растений. В эссе Сангвинетти «Альтер эго» (1986), он сказал: "Спонтанная деятельность в природе… В природе есть тип непосредственной деятельности. Это понятие не существует в культурном человеке, и если это действительно чувствуется в детях, то это лишь походит на слабое воспоминание о примитивном уме… Следовательно я думаю, что выживание осознания сверхъестественного в природе, во всех работах Лэнд-арта, должно быть вещью, которая ´оживляет Все´.
Художники, посвятившие себя лэнд-арту, в Америке положились главным образом на богатых покровителей и частные фонды, с помощью которых они спонсировали свои зачастую весьма дорогостоящие проекты. С внезапным экономической рецессией в середине 1970-х приток денег из подобных источников в основном остановился. Со смертью Роберта Смитсона в авиакатастрофе в 1973 году движение потеряло одного из своих самых важных глав и постепенно исчезло. Чарльз Росс продолжает работать над Звездным проектом Оси, который он начал еще в 1971 году. Майкл Хейзер продолжает свою работу над Городом, и Джеймс Террелл продолжает работать над проектом Кратера Родена. В большинстве отношений 'Лэнд-арт' стал частью господствующего общественного искусства, и во многих случаях термин «Лэнд-арт» используется некорректно, чтобы определить любой другой вид искусства на природе даже при том, что он может быть совершенно не связан с первоначальной задумкой.

## Лэнд-арт в России
Крупнейшей площадкой в современной России стала деревня в Калужской области Никола-Ленивец, куда приезжают лэнд-артисты со всей России, а также из зарубежных стран. В этом ключе нельзя не упомянуть Николая Полисского.С 2000 года он является создателем крупных арт-объектов в природной среде из естественных материалов, наряду с крестьянами — жителями деревни Никола-Ленивец, которую Полисский выбрал своей главное площадкой для творчества. Его первый проект — «Снеговики» создан на территории Никола-Ленивца в 2000 году и представлял собой войско из 220 снеговиков, стоящих на берегу реки Угры. За «Снеговиками» последовали другие монументальные объекты из природных материалов — сена, дерева, лозы — «Сенная башня», «Дровник», «Медиа башня», «Маяк» и другие. С 2006 года в Никола-Ленивце проходит фестиваль «АрхСтояние», зачинщиком которого выступил Полисский, и в деревне начинают появляться работы различных авторов, в том числе и зарубежных.
В 2017 в Новосибирске прошёл первый ежегодный фестиваль Лэнд Арт Сибири. Проект направлен на ознакомление широкой публики с данным направлением. Основной концепцией фестиваля стало создание объектов Лэнд Арта в центре города-миллионика. Несколько команд флористов и дизайнеров в течение недели работают над своими арт-объектам. Во время фестиваля проходит онлайн голосование за самый лучший проект.

## Цитаты
Николай Полисский, 2009:
Сейчас на Западе лэнд-арт за редким исключением выродился в дизайн — сугубо прикладное утилитарно-функциональное занятие. А мы сосредоточены на художественных обобщениях. Сейчас, чтобы продолжать заниматься собственно лэнд-артом, нужно иметь какую-то внутреннюю мотивацию.

## Основные представители
- Роберт Смитсон
- Ричард Лонг
- Христо
- Герман де Врайс
- Вальтер де Мария
- Майкл Хейзер
- Ана Мендьета
- Хамиш Фултон
- Энди Голдсворти
- Яцек Тылицки
- Николай Полисский
- Ричард Шиллинг